# Polycleptis rugulosa
Polycleptis rugulosa är en insektsart som beskrevs av Max Beier 1962. Polycleptis rugulosa ingår i släktet Polycleptis och familjen vårtbitare. Inga underarter finns listade i Catalogue of Life.